# (20471) 1999 NK6
A (20471) 1999 NK6 a Naprendszer kisbolygóövében található aszteroida. A LINEAR projekt keretében fedezték fel 1999. július 13-án.